# Processus d'Ornstein-Uhlenbeck
En mathématiques, le processus d'Ornstein-Uhlenbeck, nommé d'après Leonard Ornstein et George Uhlenbeck et aussi connu sous le nom de mean-reverting process, est un processus stochastique décrit par l'équation différentielle stochastique
{\displaystyle dr_{t}=-\theta (r_{t}-\mu )\,dt+\sigma \,dW_{t},\,}
où θ, μ et σ sont des paramètres déterministes et Wt est le processus de Wiener.  

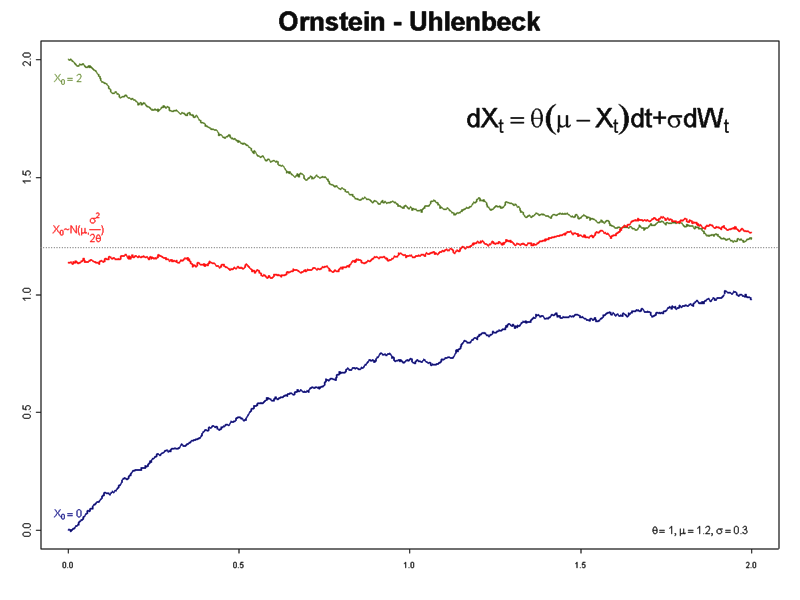
Trois exemples du processus d'Ornstein-Uhlenbeck avec θ=1, μ=1.2, σ=0.3:
Bleu : Valeur initiale a=0 (p. s.)
Vert : Valeur initiale a=2 (p. s.)
Rouge : Valeur initiale distribuée normalement ainsi le procédé a une mesure invariante

## Solution
Cette équation est résolue par la méthode de variation des constantes.  Appliquons le lemme d'Itō à la fonction {\displaystyle f(r_{t},t)=r_{t}e^{\theta t}} pour obtenir 
{\displaystyle df(r_{t},t)=\theta r_{t}e^{\theta t}\,dt+e^{\theta t}\,dr_{t}\,=e^{\theta t}\theta \mu \,dt+\sigma e^{\theta t}\,dW_{t}.\,}
En intégrant de 0 à t, on obtient
{\displaystyle r_{t}e^{\theta t}=r_{0}+\int _{0}^{t}e^{\theta s}\theta \mu \,ds+\int _{0}^{t}\sigma e^{\theta s}\,dW_{s}\,}
d'où nous voyons 
{\displaystyle r_{t}=r_{0}e^{-\theta t}+\mu (1-e^{-\theta t})+\int _{0}^{t}\sigma e^{\theta (s-t)}\,dW_{s}.\,}
Ainsi, le premier moment est donné (en supposant que {\displaystyle r_{0}} est  une constante) par :
{\displaystyle E(r_{t})=r_{0}e^{-\theta t}+\mu (1-e^{-\theta t}).}
{\displaystyle s\wedge t=\min(s,t)} On peut utiliser l'isométrie d'Itō (en) pour calculer la covariance 
{\displaystyle \operatorname {cov} (r_{s},r_{t})=E[(r_{s}-E[r_{s}])(r_{t}-E[r_{t}])]}
{\displaystyle =E[\int _{0}^{s}\sigma e^{\theta (u-s)}\,dW_{u}\int _{0}^{t}\sigma e^{\theta (v-t)}\,dW_{v}]}
{\displaystyle =\sigma ^{2}e^{-\theta (s+t)}E[\int _{0}^{s}e^{\theta u}\,dW_{u}\int _{0}^{t}e^{\theta v}\,dW_{v}]}
{\displaystyle ={\frac {\sigma ^{2}}{2\theta }}\,e^{-\theta (s+t)}(e^{2\theta (s\wedge t)}-1).\,}
Il est aussi possible (et souvent commode) de représenter {\displaystyle r_{t}} (sans condition) en tant que mesure transformée du temps du processus Wiener :
{\displaystyle r_{t}=\mu +{\sigma  \over {\sqrt {2\theta }}}W(e^{2\theta t})e^{-\theta t}}
ou avec condition ({\displaystyle r_{0}} donné) comme
{\displaystyle r_{t}=r_{0}e^{-\theta t}+\mu (1-e^{-\theta t})+{\sigma  \over {\sqrt {2\theta }}}W(e^{2\theta t}-1)e^{-\theta t}.}
Le processus d'Ornstein-Uhlenbeck (un exemple de processus gaussien à variance bornée) admet une distribution de probabilité stationnaire, contrairement au processus de Wiener. 
L'intégrale temps de ce processus peut être utilisée pour générer un bruit avec un spectre de puissance 1/f.

## Application
Le modèle de Vasicek (en) des taux d'intérêt est un exemple de processus d'Ornstein-Uhlenbeck où les coefficients sont positifs et constants.
Le  Processus CIR, le modèle de Cox, Ingersoll et Ross (1985) est une extension du modèle de Vasicek et du processus d'Ornstein-Uhlenbeck qui introduit  la racine carrée du taux d'intérêt instantané dans le coefficient du terme stochastique.